# Serie A 2003-2004
La Serie A 2003-2004 è stata la 102ª edizione della massima serie del campionato italiano di calcio (la 72ª a girone unico e l'ultima a 18 squadre), disputata tra il 30 agosto 2003 e il 16 maggio 2004 e conclusa con la vittoria del Milan, al suo diciassettesimo titolo.
Capocannoniere del torneo è stato Andrij Ševčenko (Milan) con 24 reti.

## Stagione

### Novità
Il campionato registrò l'esordio assoluto del Siena, vincitore del precedente torneo cadetto: ad accompagnare i toscani furono Sampdoria, Lecce e Ancona tornando a rappresentare le rispettive regioni.
Pur inizialmente esente dagli sviluppi del caso Catania, la massima Serie — alla quale l'Atalanta chiese invano di venir riammessa in luogo di una Roma le cui irregolarità nelle fideiussioni avevano ritardato l'iscrizione — fu soggetta ad una riforma varata dalla FIGC: per la sola annata in questione vennero disposte 3 retrocessioni a fronte di 5 promozioni dirette, con l'appendice di uno spareggio tra la quartultima del massimo torneo e la sesta classificata nella divisione cadetta.
In ragione di tali accadimenti, dalla stagione successiva il massimo campionato nazionale verrà esteso a 20 squadre anziché 18.

### Calciomercato

Il giovane fantasista brasiliano Kaká, acquisto in sordina del Milan, con 10 gol sarà tra i protagonisti dello scudetto rossonero.

La Juventus di Marcello Lippi, reduce da due scudetti consecutivi, innestò nella propria rosa il difensore Legrottaglie, il centrocampista Appiah e l'attaccante Miccoli. L'Inter confermò Héctor Cúper, pur tra le perplessità dell'ambiente e, una volta salutati Crespo, Di Biagio e Batistuta, intervenne radicalmente nel mercato in entrata acquistando il terzino Helveg, gli esterni Kily González e Van der Meyde, il mediano Karagounis, il centrocampista Luciano e la punta Cruz; a gennaio i nerazzurri acquistarono poi il centrocampista Stanković, in scadenza di contratto con la Lazio, e fecero rientrare dal prestito il giovane attaccante brasiliano Adriano. I concittadini del Milan, dopo la conquista della Champions League, ingaggiarono Cafu dalla Roma, il laterale difensivo Pancaro dalla Lazio, in uno scambio che vide Albertini fare il percorso inverso, e soprattutto il giovane trequartista brasiliano Kaká che divenne in breve tempo un punto fermo dell'undici rossonero.
Pur in mezzo ad alcune difficoltà economiche la Roma di Capello riuscì a rinforzare la rosa per riscattare il deludente campionato precedente: alle partenze di Aldair e Cafu fecero da contraltare gli innesti di Chivu, emergente difensore romeno a lungo inseguito anche dalla Juventus, di Amantino Mancini e di Carew. La Lazio, in una delicata transizione societaria dopo l'uscita di Cragnotti, oltre ad Albertini si rinforzò con i ritorni di Conceição e Dabo, ma dovette fare i conti con le partenze di Simeone, Castromán, Dino Baggio e, in gennaio, del succitato Stankovic.
Movimenti di spicco anche in provincia: se la neopromossa Sampdoria si segnalò per gli acquisti di Antonioli, Bazzani, Marazzina, Doni, Diana e Volpi, il Brescia accolse l'ex interista Di Biagio; l'esordiente Siena, invece, ingaggiò tra gli altri Cirillo in difesa, Guigou a centrocampo e l'ex viola Enrico Chiesa in attacco. Il Perugia, persi Bazzani e Grosso, destò sorpresa con il tesseramento di Saadi Gheddafi, figlio dell'allora raʾīs libico; a gennaio arriveranno in Umbria anche Zalayeta, l'ex capocannoniere Hübner e l'idolo locale Ravanelli, tornato dopo quindici anni a vestire la maglia che l'aveva lanciato.
Infine l'Ancona, nel disperato tentativo di risollevarsi in classifica, rivoluziona la rosa nel mercato invernale ingaggiando su tutti il brasiliano Jardel, acclamato centravanti in cerca di riscatto, che tuttavia metterà insieme solo poche presenze e tante critiche.

### Avvenimenti

#### Girone di andata

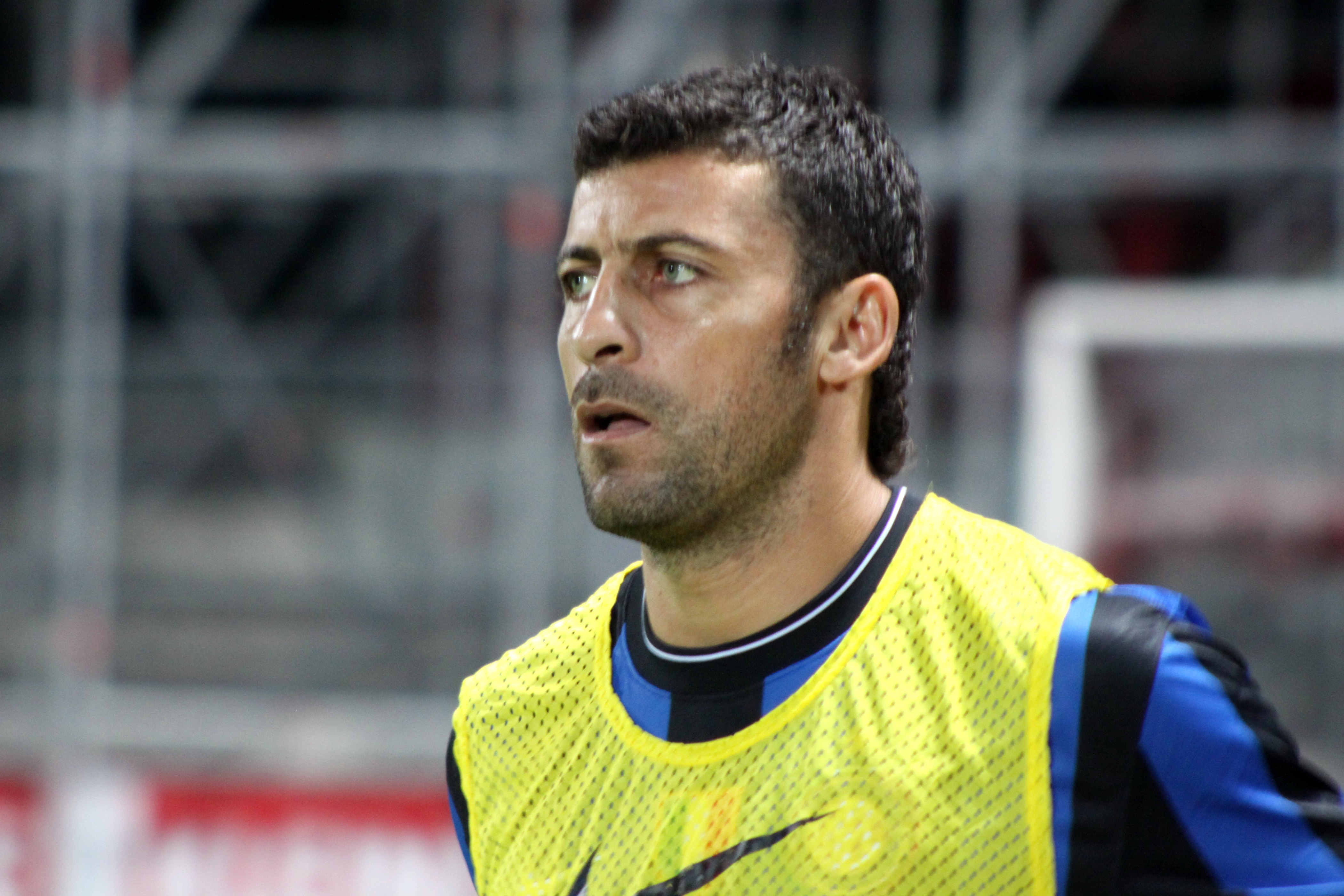
Walter Samuel si conferma leader difensivo della Roma, che a fine stagione chiude seconda e con la difesa meno battuta del torneo.

Durante l'estate tenne banco il caso delle sospette fideiussioni illecite, fatto cui si aggiunse la citata riforma in corso d'opera . Sul campo fu il Milan di Ancelotti a guadagnarsi gradualmente un ruolo di primo piano.  Insieme ai rossoneri ottimo anche l'avvio di Juventus e Roma, con Inter e Lazio incapaci invece di seguire il ritmo delle prime tre. Nerazzurri e biancocelesti accantonarono le ambizioni di vittoria sin dall'autunno, complici anche le sconfitte nelle rispettive stracittadine.
A metà novembre, fu la Juventus a prendere la vetta, ma una doppia sconfitta contro gli stessi nerazzurri e capitolini agevolò lo scatto in testa della Roma, primatista a conclusione dell'anno solare anche grazie all'impegno intercontinentale del Milan (finale persa a Tokyo contro gli argentini del Boca Juniors). In zona UEFA, dietro a Inter e Lazio, s'inserì un Parma a sua volta traballante sul piano finanziario.
La rincorsa alle manifestazioni europee costituì, peraltro, l'obiettivo di Udinese e Sampdoria, nonché il ripiego per un'Inter nel frattempo passata sotto la guida tecnica di Zaccheroni. A fronte di una fase d'andata anonima per Bologna e Chievo, Siena e Modena registrarono — parimenti al Brescia — un sufficiente margine sul gruppo di coda in cui l'Ancona (fin lì mai vittoriosa) apparve già spacciata: a stazionare nei bassifondi erano poi Reggina, Lecce, Empoli e Perugia.
Il 6 gennaio 2004 andò in scena all' Olimpico il match-scudetto Roma-Milan, con i rossoneri vittoriosi 1-2 grazie alla doppietta di Shevchenko intervallata dal momentaneo pareggio di Cassano. I giallorossi riuscirono tuttavia a chiudere in testa il girone di andata ma nel recupero casalingo contro il Siena (vittoria per 2-1) i rossoneri operarono il sorpasso.

#### Girone di ritorno

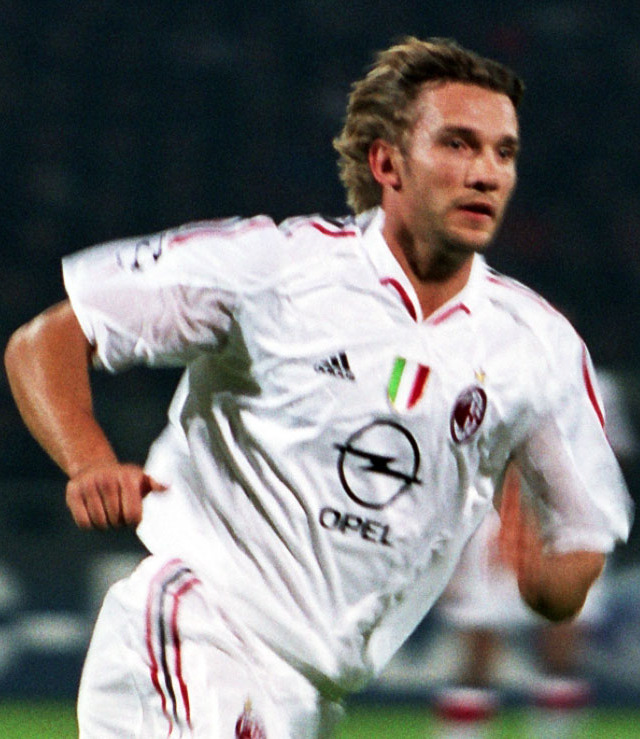
Andrij Ševčenko, punta del Milan scudettato e capocannoniere del torneo con 24 gol: per l'ucraino si tratta del secondo successo nella classifica marcatori dopo quello conseguito nel 1999-2000.

Approfittando anche del ko giallorosso a Brescia (1-0), la squadra di Ancelotti accumulò un considerevole vantaggio nelle giornate seguenti, vincendo un rocambolesco derby in rimonta (dopo aver chiuso il primo tempo sotto 0-2) ed espugnando il Delle Alpi (1-3) contro la Juventus ormai fuori dalla corsa tricolore. L'inseguimento della Roma subì una brusca frenata con la sconfitta interna dei giallorossi contro il Bologna (1-2), mentre la corsa al quarto posto valevole per la Champions rimase una lotta ristretta a nerazzurri, ducali e biancocelesti. l giallorossi persero un'ultima occasione per accorciare le distanze impattando 1-1 nel replay del derby della capitale (sospeso in precedenza a seguito della notizia — poi rivelatasi infondata — della morte di un bambino travolto da auto della polizia). In fondo alla classifica la matematica forni' un primo verdetto con l'anticipata condanna dorica.
Il trionfo rossonero fu ufficiale alla terzultima giornata, con la vittoria di misura nello scontro diretto del Meazza deciso da una rete di Shevchenko nei primi minuti: con la Roma già sicura del secondo posto davanti alla Juventus, l'Udinese estromise la Sampdoria dalla zona UEFA, mentre Chievo (in calo rispetto alle due stagioni passate) e Lecce archiviarono anzitempo la salvezza. Nel penultimo turno i rossoneri già campioni incassarono la loro unica sconfitta esterna al Granillo contro la Reggina che si guadagnò così la permanenza in Serie A, mentre il successo del Siena sul Modena scongiurò il pericolo di relegazione per i toscani, inguaiando al contempo gli emiliani.
Con l'emergere di un caso-scommesse ad addensare nubi sull'immediato futuro, la retrocessione dei canarini venne sancita dalla sconfitta contro la Lazio: la vittoria nello scontro diretto valse il quarto posto all'Inter a scapito di un Parma che, pur trascinato dai goal di Gilardino, pagò la forzata cessione a gennaio di Adriano ai nerazzurri.
L'ultima giornata di campionato segnò l'addio al calcio giocato di Roberto Baggio che si congedò a San Siro con la maglia del Brescia (salvo grazie a una sua doppietta la domenica precedente) nella passerella tricolore del Milan ricevendo una standing-ovation dal pubblico rossonero, mentre il Chievo di Del Neri rimase fuori dal giro continentale per una manciata di punti.
Il quartetto delle retrocessioni si completò quindi a giugno con l'inedito spareggio interdivisionale tra Perugia e Fiorentina: con la vittoria di misura (0-1) in casa dei Grifoni,  ai viola bastò un pareggio al Franchi per guadagnare il ritorno in A dopo due stagioni.

## Squadre partecipanti

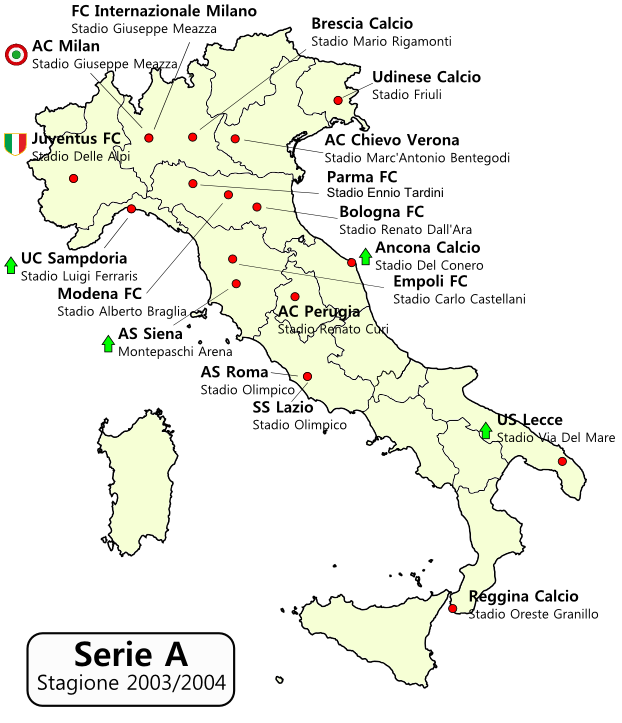
Distribuzione geografica delle squadre della Serie A 2003-2004

| Club      | Stagione | Città           | Stadio                       | Stagione Precedente           |
| --------- | -------- | --------------- | ---------------------------- | ----------------------------- |
| Ancona    | dettagli | Ancona          | Stadio Del Conero            | 4º posto in Serie B, promossa |
| Bologna   | dettagli | Bologna         | Stadio Renato Dall'Ara       | 11º posto in Serie A          |
| Brescia   | dettagli | Brescia         | Stadio Mario Rigamonti       | 9º posto in Serie A           |
| Chievo    | dettagli | Verona          | Stadio Marcantonio Bentegodi | 7º posto in Serie A           |
| Empoli    | dettagli | Empoli          | Stadio Carlo Castellani      | 13º posto in Serie A          |
| Inter     | dettagli | Milano          | Stadio Giuseppe Meazza       | 2º posto in Serie A           |
| Juventus  | dettagli | Torino          | Stadio delle Alpi            | 1º posto in Serie A           |
| Lazio     | dettagli | Roma            | Stadio Olimpico di Roma      | 4º posto in Serie A           |
| Lecce     | dettagli | Lecce           | Stadio Via del mare          | 3º posto in Serie B, promosso |
| Milan     | dettagli | Milano          | Stadio Giuseppe Meazza       | 3º posto in Serie A           |
| Modena    | dettagli | Modena          | Stadio Alberto Braglia       | 12º posto in Serie A          |
| Parma     | dettagli | Parma           | Stadio Ennio Tardini         | 5º posto in Serie A           |
| Perugia   | dettagli | Perugia         | Stadio Renato Curi           | 10º posto in Serie A          |
| Reggina   | dettagli | Reggio Calabria | Stadio Oreste Granillo       | 14º posto in Serie A          |
| Roma      | dettagli | Roma            | Stadio Olimpico di Roma      | 8º posto in Serie A           |
| Sampdoria | dettagli | Genova          | Stadio Luigi Ferraris        | 2º posto in Serie B, promossa |
| Siena     | dettagli | Siena           | Stadio Artemio Franchi       | 1º posto in Serie B, promossa |
| Udinese   | dettagli | Udine           | Stadio Friuli                | 6º posto in Serie A           |

## Allenatori e primatisti
| Squadra   | Allenatore                                                                  | Calciatore più presente (tra parentesi il numero delle presenze) | Cannoniere (tra parentesi il numero delle reti segnate) |
| --------- | --------------------------------------------------------------------------- | ---------------------------------------------------------------- | ------------------------------------------------------- |
| Ancona    | Leonardo Menichini (1ª-4ª) Nedo Sonetti (5ª-18ª) Giovanni Galeone (19ª-34ª) | Mauro Milanese (27)                                              | Cristian Bucchi (5)                                     |
| Bologna   | Carlo Mazzone                                                               | Gianluca Pagliuca (34)                                           | Claudio Bellucci (7)                                    |
| Brescia   | Gianni De Biasi                                                             | Andrea Caracciolo, Dario Dainelli, Luigi Di Biagio (32)          | Roberto Baggio, Andrea Caracciolo (12)                  |
| Chievo    | Luigi Delneri                                                               | Salvatore Lanna, Fabio Moro (32)                                 | Federico Cossato (6)                                    |
| Empoli    | Daniele Baldini (1ª-6ª) Attilio Perotti (7ª-34ª)                            | Antonio Di Natale, Tommaso Rocchi (33)                           | Tommaso Rocchi (11)                                     |
| Inter     | Héctor Cúper (1ª-6ª) Alberto Zaccheroni (7ª-34ª)                            | Javier Zanetti (34)                                              | Christian Vieri (13)                                    |
| Juventus  | Marcello Lippi                                                              | Gianluigi Buffon (32)                                            | David Trezeguet (16)                                    |
| Lazio     | Roberto Mancini                                                             | Bernardo Corradi, Stefano Fiore (32)                             | Bernardo Corradi (10)                                   |
| Lecce     | Delio Rossi                                                                 | Lorenzo Stovini (34)                                             | Ernesto Chevantón (19)                                  |
| Milan     | Carlo Ancelotti                                                             | Gennaro Gattuso (33)                                             | Andrij Ševčenko (24)                                    |
| Modena    | Alberto Malesani (1ª-26ª) Gianfranco Bellotto (27ª-34ª)                     | Jacopo Balestri (33)                                             | Diomansy Kamara (6)                                     |
| Parma     | Cesare Prandelli                                                            | Alberto Gilardino (34)                                           | Alberto Gilardino (23)                                  |
| Perugia   | Serse Cosmi                                                                 | Zé Maria (32)                                                    | Zé Maria (7)                                            |
| Reggina   | Franco Colomba (1ª-10ª) Sergio Buso (11ª) Giancarlo Camolese (12ª-34ª)      | Emanuele Belardi (30)                                            | Francesco Cozza, David Di Michele (8)                   |
| Roma      | Fabio Capello                                                               | Antonio Cassano, Emerson, Mancini (33)                           | Francesco Totti (20)                                    |
| Sampdoria | Walter Novellino                                                            | Aimo Diana (33)                                                  | Fabio Bazzani (13)                                      |
| Siena     | Giuseppe Papadopulo                                                         | Tore André Flo (33)                                              | Enrico Chiesa (10)                                      |
| Udinese   | Luciano Spalletti                                                           | Morgan De Sanctis, Martin Jørgensen (34)                         | Dino Fava Passaro (12)                                  |

## Classifica finale
|  | Pos. | Squadra   | Pt | G  | V  | N  | P  | GF | GS | DR  |
|  | ---- | --------- | -- | -- | -- | -- | -- | -- | -- | --- |
|  | 1.   | Milan     | 82 | 34 | 25 | 7  | 2  | 65 | 24 | +41 |
|  | 2.   | Roma      | 71 | 34 | 21 | 8  | 5  | 68 | 19 | +49 |
|  | 3.   | Juventus  | 69 | 34 | 21 | 6  | 7  | 67 | 42 | +25 |
|  | 4.   | Inter     | 59 | 34 | 17 | 8  | 9  | 59 | 37 | +22 |
|  | 5.   | Parma     | 58 | 34 | 16 | 10 | 8  | 57 | 46 | +11 |
|  | 6.   | Lazio     | 56 | 34 | 16 | 8  | 10 | 52 | 38 | +14 |
|  | 7.   | Udinese   | 50 | 34 | 13 | 11 | 10 | 44 | 40 | +4  |
|  | 8.   | Sampdoria | 46 | 34 | 11 | 13 | 10 | 40 | 42 | -2  |
|  | 9.   | Chievo    | 44 | 34 | 11 | 11 | 12 | 36 | 37 | -1  |
|  | 10.  | Lecce     | 41 | 34 | 11 | 8  | 15 | 43 | 56 | -13 |
|  | 11.  | Brescia   | 40 | 34 | 9  | 13 | 12 | 52 | 57 | -5  |
|  | 12.  | Bologna   | 39 | 34 | 10 | 9  | 15 | 45 | 53 | -8  |
|  | 13.  | Reggina   | 34 | 34 | 6  | 16 | 12 | 29 | 45 | -16 |
|  | 14.  | Siena     | 34 | 34 | 8  | 10 | 16 | 41 | 54 | -13 |
|  | 15.  | Perugia   | 32 | 34 | 6  | 14 | 14 | 44 | 56 | -12 |
|  | 16.  | Modena    | 30 | 34 | 6  | 12 | 16 | 27 | 46 | -19 |
|  | 17.  | Empoli    | 30 | 34 | 7  | 9  | 18 | 26 | 54 | -28 |
|  | 18.  | Ancona    | 13 | 34 | 2  | 7  | 25 | 21 | 70 | -49 |

Legenda:
      Campione d'Italia e ammessa alla fase a gironi della UEFA Champions League 2004-2005.
      Ammesse alla fase a gironi della UEFA Champions League 2004-2005.
      Ammesse al terzo turno di qualificazione della UEFA Champions League 2004-2005.
      Ammesse al primo turno di Coppa UEFA 2004-2005.
  Partecipa allo spareggio interdivisionale con la sesta classificata della Serie B 2003-2004.
      Retrocesse in Serie B 2004-2005.
Regolamento:
Tre punti a vittoria, uno a pareggio, zero a sconfitta.
A parità di punti valeva la classifica avulsa, eccetto per l'assegnazione dello scudetto, dei posti salvezza-retrocessione e qualificazione-esclusione dalla Coppa UEFA/Champions League per i quali era previsto uno spareggio.
Note:
Perugia retrocesso dopo lo spareggio interdivisionale con la Fiorentina.
L'Ancona, retrocessa sul campo in Serie B, viene successivamente esclusa dal torneo cadetto a causa del fallimento e si iscrive al campionato di Serie C2 con una nuova società, denominata AC Ancona, che ne eredita la tradizione sportiva.

### Squadra campione
| Formazione tipo | Giocatori (presenze)   |
| --- | ---------------------- |
| Dida Cafu Nesta Maldini Pancaro (Costacurta) Gattuso Pirlo Seedorf Tomasson (Rui Costa) Kakà Shevchenko | Dida (32)              |
| Dida Cafu Nesta Maldini Pancaro (Costacurta) Gattuso Pirlo Seedorf Tomasson (Rui Costa) Kakà Shevchenko | Cafu (28)              |
| Dida Cafu Nesta Maldini Pancaro (Costacurta) Gattuso Pirlo Seedorf Tomasson (Rui Costa) Kakà Shevchenko | Alessandro Nesta (26)  |
| Dida Cafu Nesta Maldini Pancaro (Costacurta) Gattuso Pirlo Seedorf Tomasson (Rui Costa) Kakà Shevchenko | Paolo Maldini (30)     |
| Dida Cafu Nesta Maldini Pancaro (Costacurta) Gattuso Pirlo Seedorf Tomasson (Rui Costa) Kakà Shevchenko | Giuseppe Pancaro (21)  |
| Dida Cafu Nesta Maldini Pancaro (Costacurta) Gattuso Pirlo Seedorf Tomasson (Rui Costa) Kakà Shevchenko | Gennaro Gattuso (33)   |
| Dida Cafu Nesta Maldini Pancaro (Costacurta) Gattuso Pirlo Seedorf Tomasson (Rui Costa) Kakà Shevchenko | Andrea Pirlo (32)      |
| Dida Cafu Nesta Maldini Pancaro (Costacurta) Gattuso Pirlo Seedorf Tomasson (Rui Costa) Kakà Shevchenko | Clarence Seedorf (29)  |
| Dida Cafu Nesta Maldini Pancaro (Costacurta) Gattuso Pirlo Seedorf Tomasson (Rui Costa) Kakà Shevchenko | Kaká (30)              |
| Dida Cafu Nesta Maldini Pancaro (Costacurta) Gattuso Pirlo Seedorf Tomasson (Rui Costa) Kakà Shevchenko | Jon Dahl Tomasson (26) |
| Dida Cafu Nesta Maldini Pancaro (Costacurta) Gattuso Pirlo Seedorf Tomasson (Rui Costa) Kakà Shevchenko | Andrij Shevchenko (32) |
| Altri giocatori: Rui Costa (28), Alessandro Costacurta (22), Massimo Ambrosini (20), Serginho (20), Filippo Inzaghi (14), Cristian Brocchi (11), Martin Laursen (10), Dario Šimić (10), Fernando Redondo (8), K'akhaber K'aladze (6), Marco Borriello (4), Christian Abbiati (2). |                        |

## Risultati

### Tabellone
|           | ANC  | BOL  | BRE  | CHI  | EMP  | INT  | JUV  | LAZ  | LEC  | MIL  | MOD  | PAR  | PER  | REG  | ROM  | SAM  | SIE  | UDI  |
| --------- | ---- | ---- | ---- | ---- | ---- | ---- | ---- | ---- | ---- | ---- | ---- | ---- | ---- | ---- | ---- | ---- | ---- | ---- |
| Ancona    | –––– | 3-2  | 1-1  | 0-2  | 2-1  | 0-2  | 2-3  | 0-1  | 0-2  | 0-2  | 1-1  | 0-2  | 0-0  | 1-1  | 0-0  | 0-1  | 0-0  | 0-3  |
| Bologna   | 3-2  | –––– | 3-0  | 3-1  | 2-1  | 0-2  | 0-1  | 2-1  | 1-1  | 0-2  | 1-1  | 2-2  | 2-2  | 2-2  | 0-4  | 0-1  | 3-1  | 2-0  |
| Brescia   | 5-2  | 0-0  | –––– | 1-1  | 2-0  | 2-2  | 2-3  | 2-1  | 1-2  | 0-1  | 0-0  | 2-3  | 1-1  | 4-4  | 1-0  | 1-1  | 4-2  | 1-2  |
| Chievo    | 1-0  | 2-1  | 3-1  | –––– | 0-0  | 0-2  | 1-2  | 0-0  | 2-3  | 0-2  | 2-0  | 0-2  | 4-1  | 0-0  | 0-3  | 1-1  | 1-1  | 0-0  |
| Empoli    | 2-0  | 2-0  | 1-1  | 0-1  | –––– | 2-3  | 3-3  | 2-2  | 0-0  | 0-1  | 0-3  | 1-0  | 1-0  | 1-1  | 0-2  | 1-1  | 1-0  | 2-0  |
| Inter     | 3-0  | 4-2  | 1-3  | 0-0  | 0-1  | –––– | 3-2  | 0-0  | 3-1  | 1-3  | 2-0  | 1-0  | 2-1  | 6-0  | 0-0  | 0-0  | 4-0  | 1-2  |
| Juventus  | 3-0  | 2-1  | 2-0  | 1-0  | 5-1  | 1-3  | –––– | 1-0  | 3-4  | 1-3  | 3-1  | 4-0  | 1-0  | 1-0  | 2-2  | 2-0  | 4-2  | 4-1  |
| Lazio     | 4-2  | 2-1  | 0-1  | 1-0  | 3-0  | 2-1  | 2-0  | –––– | 4-1  | 0-1  | 2-1  | 2-3  | 3-1  | 1-1  | 1-1  | 1-1  | 5-2  | 2-2  |
| Lecce     | 3-1  | 1-2  | 1-4  | 1-2  | 2-1  | 2-1  | 1-1  | 0-1  | –––– | 1-1  | 1-0  | 1-2  | 1-2  | 2-1  | 0-3  | 0-0  | 0-0  | 2-1  |
| Milan     | 5-0  | 2-1  | 4-2  | 2-2  | 1-0  | 3-2  | 1-1  | 1-0  | 3-0  | –––– | 2-0  | 3-1  | 2-1  | 3-1  | 1-0  | 3-1  | 2-1  | 1-2  |
| Modena    | 2-1  | 2-0  | 1-1  | 0-3  | 1-1  | 1-1  | 0-2  | 1-1  | 2-0  | 1-1  | –––– | 2-2  | 1-0  | 1-2  | 0-1  | 1-0  | 1-3  | 0-1  |
| Parma     | 3-1  | 0-0  | 2-2  | 3-1  | 4-0  | 1-0  | 2-2  | 0-3  | 3-1  | 0-0  | 3-0  | –––– | 3-0  | 1-2  | 1-4  | 1-0  | 1-1  | 4-3  |
| Perugia   | 1-0  | 4-2  | 2-2  | 0-2  | 1-1  | 2-3  | 1-0  | 1-2  | 2-2  | 1-1  | 1-1  | 2-2  | –––– | 0-0  | 0-1  | 3-3  | 2-2  | 3-3  |
| Reggina   | 0-0  | 0-0  | 0-0  | 0-0  | 2-0  | 0-2  | 0-2  | 2-1  | 1-3  | 2-1  | 1-1  | 1-1  | 1-2  | –––– | 0-0  | 2-2  | 2-1  | 0-1  |
| Roma      | 3-0  | 1-2  | 5-0  | 3-1  | 3-0  | 4-1  | 4-0  | 2-0  | 3-1  | 1-2  | 1-0  | 2-0  | 1-3  | 2-0  | –––– | 3-1  | 6-0  | 1-1  |
| Sampdoria | 2-0  | 3-2  | 2-1  | 1-0  | 2-0  | 2-2  | 1-2  | 1-2  | 2-2  | 0-3  | 1-1  | 1-2  | 3-2  | 2-0  | 0-0  | –––– | 2-1  | 1-3  |
| Siena     | 3-2  | 0-0  | 0-1  | 1-2  | 4-0  | 0-1  | 1-3  | 3-0  | 2-1  | 1-2  | 4-0  | 1-2  | 2-1  | 0-0  | 0-0  | 0-0  | –––– | 1-0  |
| Udinese   | 3-0  | 1-3  | 4-3  | 1-1  | 2-0  | 0-0  | 0-0  | 1-2  | 1-0  | 0-0  | 1-0  | 1-1  | 1-1  | 1-0  | 1-2  | 0-1  | 1-1  | –––– |

### Calendario
Il calendario venne sorteggiato il 31 luglio 2003, con l'inizio del torneo fissato al 30 agosto e la conclusione al 16 maggio 2004. Le soste per la Nazionale azzurra furono programmate al 7 settembre, 12 ottobre e 16 novembre 2003: il campionato rimase invece fermo il 28 dicembre 2003 e 4 gennaio 2004 per la pausa natalizia.
| andata (1ª) | andata (1ª) | 1ª giornata       | ritorno (18ª) | ritorno (18ª) |
|             |             |                   |               |               |
| 1º set.     | 0-2         | Ancona-Milan      | 0-5           | 25 gen.       |
| 31 ago.     | 2-2         | Bologna-Parma     | 0-0           | 25 gen.       |
| 31 ago.     | 1-1         | Brescia-Chievo    | 1-3           | 25 gen.       |
| 31 ago.     | 2-0         | Inter-Modena      | 1-1           | 25 gen.       |
| 31 ago.     | 5-1         | Juventus-Empoli   | 3-3           | 25 gen.       |
| 31 ago.     | 4-1         | Lazio-Lecce       | 1-0           | 25 gen.       |
| 31 ago.     | 2-2         | Perugia-Siena     | 1-2           | 24 gen.       |
| 30 ago.     | 2-2         | Reggina-Sampdoria | 0-2           | 24 gen.       |
| 31 ago.     | 1-2         | Udinese-Roma      | 1-1           | 25 gen.       |

| andata (2ª) | andata (2ª) | 2ª giornata     | ritorno (19ª) | ritorno (19ª) |
|             |             |                 |               |               |
| 14 set.     | 1-2         | Chievo-Juventus | 0-1           | 1° feb.       |
| 14 set.     | 1-1         | Empoli-Reggina  | 0-2           | 31 gen.       |
| 14 set.     | 3-1         | Lecce-Ancona    | 2-0           | 1° feb.       |
| 13 set.     | 2-1         | Milan-Bologna   | 2-0           | 1° feb.       |
| 14 set.     | 0-1         | Modena-Udinese  | 0-1           | 1° feb.       |
| 14 set.     | 3-0         | Parma-Perugia   | 2-2           | 1° feb.       |
| 14 set.     | 5-0         | Roma-Brescia    | 0-1           | 31 gen.       |
| 13 set.     | 1-2         | Sampdoria-Lazio | 1-1           | 1° feb.       |
| 14 set.     | 0-1         | Siena-Inter     | 0-4           | 1° feb.       |

| andata (1ª) | andata (1ª) | 1ª giornata       | ritorno (18ª) | ritorno (18ª) |
|             |             |                   |               |               |
| 1º set.     | 0-2         | Ancona-Milan      | 0-5           | 25 gen.       |
| 31 ago.     | 2-2         | Bologna-Parma     | 0-0           | 25 gen.       |
| 31 ago.     | 1-1         | Brescia-Chievo    | 1-3           | 25 gen.       |
| 31 ago.     | 2-0         | Inter-Modena      | 1-1           | 25 gen.       |
| 31 ago.     | 5-1         | Juventus-Empoli   | 3-3           | 25 gen.       |
| 31 ago.     | 4-1         | Lazio-Lecce       | 1-0           | 25 gen.       |
| 31 ago.     | 2-2         | Perugia-Siena     | 1-2           | 24 gen.       |
| 30 ago.     | 2-2         | Reggina-Sampdoria | 0-2           | 24 gen.       |
| 31 ago.     | 1-2         | Udinese-Roma      | 1-1           | 25 gen.       |

| andata (2ª) | andata (2ª) | 2ª giornata     | ritorno (19ª) | ritorno (19ª) |
|             |             |                 |               |               |
| 14 set.     | 1-2         | Chievo-Juventus | 0-1           | 1° feb.       |
| 14 set.     | 1-1         | Empoli-Reggina  | 0-2           | 31 gen.       |
| 14 set.     | 3-1         | Lecce-Ancona    | 2-0           | 1° feb.       |
| 13 set.     | 2-1         | Milan-Bologna   | 2-0           | 1° feb.       |
| 14 set.     | 0-1         | Modena-Udinese  | 0-1           | 1° feb.       |
| 14 set.     | 3-0         | Parma-Perugia   | 2-2           | 1° feb.       |
| 14 set.     | 5-0         | Roma-Brescia    | 0-1           | 31 gen.       |
| 13 set.     | 1-2         | Sampdoria-Lazio | 1-1           | 1° feb.       |
| 14 set.     | 0-1         | Siena-Inter     | 0-4           | 1° feb.       |

| andata (3ª) | andata (3ª) | 3ª giornata     | ritorno (20ª) | ritorno (20ª) |
|             |             |                 |               |               |
| 20 set.     | 1-1         | Ancona-Modena   | 1-2           | 8 feb.        |
| 21 set.     | 2-0         | Bologna-Udinese | 3-1           | 7 feb.        |
| 21 set.     | 4-4         | Brescia-Reggina | 0-0           | 8 feb.        |
| 21 set.     | 0-0         | Inter-Sampdoria | 2-2           | 8 feb.        |
| 21 set.     | 2-2         | Juventus-Roma   | 0-4           | 8 feb.        |
| 21 set.     | 2-3         | Lazio-Parma     | 3-0           | 8 feb.        |
| 21 set.     | 1-2         | Lecce-Chievo    | 3-2           | 7 feb.        |
| 21 set.     | 1-1         | Perugia-Milan   | 1-2           | 8 feb.        |
| 20 set.     | 4-0         | Siena-Empoli    | 0-1           | 8 feb.        |

| andata (4ª) | andata (4ª) | 4ª giornata       | ritorno (21ª) | ritorno (21ª) |
|             |             |                   |               |               |
| 28 set.     | 4-1         | Chievo-Perugia    | 2-0           | 14 feb.       |
| 28 set.     | 2-2         | Empoli-Lazio      | 0-3           | 14 feb.       |
| 28 set.     | 3-0         | Milan-Lecce       | 1-1           | 15 feb.       |
| 28 set.     | 2-0         | Modena-Bologna    | 1-1           | 15 feb.       |
| 28 set.     | 1-1         | Parma-Siena       | 2-1           | 15 feb.       |
| 27 set.     | 0-2         | Reggina-Juventus  | 0-1           | 15 feb.       |
| 28 set.     | 3-0         | Roma-Ancona       | 0-0           | 15 feb.       |
| 28 set.     | 2-1         | Sampdoria-Brescia | 1-1           | 15 feb.       |
| 27 set.     | 0-0         | Udinese-Inter     | 2-1           | 15 feb.       |

| andata (3ª) | andata (3ª) | 3ª giornata     | ritorno (20ª) | ritorno (20ª) |
|             |             |                 |               |               |
| 20 set.     | 1-1         | Ancona-Modena   | 1-2           | 8 feb.        |
| 21 set.     | 2-0         | Bologna-Udinese | 3-1           | 7 feb.        |
| 21 set.     | 4-4         | Brescia-Reggina | 0-0           | 8 feb.        |
| 21 set.     | 0-0         | Inter-Sampdoria | 2-2           | 8 feb.        |
| 21 set.     | 2-2         | Juventus-Roma   | 0-4           | 8 feb.        |
| 21 set.     | 2-3         | Lazio-Parma     | 3-0           | 8 feb.        |
| 21 set.     | 1-2         | Lecce-Chievo    | 3-2           | 7 feb.        |
| 21 set.     | 1-1         | Perugia-Milan   | 1-2           | 8 feb.        |
| 20 set.     | 4-0         | Siena-Empoli    | 0-1           | 8 feb.        |

| andata (4ª) | andata (4ª) | 4ª giornata       | ritorno (21ª) | ritorno (21ª) |
|             |             |                   |               |               |
| 28 set.     | 4-1         | Chievo-Perugia    | 2-0           | 14 feb.       |
| 28 set.     | 2-2         | Empoli-Lazio      | 0-3           | 14 feb.       |
| 28 set.     | 3-0         | Milan-Lecce       | 1-1           | 15 feb.       |
| 28 set.     | 2-0         | Modena-Bologna    | 1-1           | 15 feb.       |
| 28 set.     | 1-1         | Parma-Siena       | 2-1           | 15 feb.       |
| 27 set.     | 0-2         | Reggina-Juventus  | 0-1           | 15 feb.       |
| 28 set.     | 3-0         | Roma-Ancona       | 0-0           | 15 feb.       |
| 28 set.     | 2-1         | Sampdoria-Brescia | 1-1           | 15 feb.       |
| 27 set.     | 0-0         | Udinese-Inter     | 2-1           | 15 feb.       |

| andata (5ª) | andata (5ª) | 5ª giornata      | ritorno (22ª) | ritorno (22ª) |
|             |             |                  |               |               |
| 5 ott.      | 0-3         | Ancona-Udinese   | 0-3           | 22 feb.       |
| 5 ott.      | 0-3         | Empoli-Modena    | 1-1           | 22 feb.       |
| 5 ott.      | 1-3         | Inter-Milan      | 2-3           | 21 feb.       |
| 5 ott.      | 2-1         | Juventus-Bologna | 1-0           | 22 feb.       |
| 5 ott.      | 1-0         | Lazio-Chievo     | 0-0           | 22 feb.       |
| 5 ott.      | 1-4         | Lecce-Brescia    | 2-1           | 22 feb.       |
| 5 ott.      | 1-0         | Parma-Sampdoria  | 2-1           | 21 feb.       |
| 5 ott.      | 0-0         | Perugia-Reggina  | 2-1           | 22 feb.       |
| 5 ott.      | 0-0         | Siena-Roma       | 0-6           | 22 feb.       |

| andata (6ª) | andata (6ª) | 6ª giornata      | ritorno (23ª) | ritorno (23ª) |
|             |             |                  |               |               |
| 18 ott.     | 2-3         | Ancona-Juventus  | 0-3           | 29 feb.       |
| 19 ott.     | 2-2         | Bologna-Perugia  | 2-4           | 29 feb.       |
| 18 ott.     | 2-2         | Brescia-Inter    | 3-1           | 29 feb.       |
| 19 ott.     | 1-1         | Chievo-Sampdoria | 0-1           | 29 feb.       |
| 19 ott.     | 1-0         | Milan-Lazio      | 1-0           | 29 feb.       |
| 19 ott.     | 2-0         | Modena-Lecce     | 0-1           | 29 feb.       |
| 19 ott.     | 2-1         | Reggina-Siena    | 0-0           | 28 feb.       |
| 19 ott.     | 2-0         | Roma-Parma       | 4-1           | 29 feb.       |
| 19 ott.     | 2-0         | Udinese-Empoli   | 0-2           | 28 feb.       |

| andata (5ª) | andata (5ª) | 5ª giornata      | ritorno (22ª) | ritorno (22ª) |
|             |             |                  |               |               |
| 5 ott.      | 0-3         | Ancona-Udinese   | 0-3           | 22 feb.       |
| 5 ott.      | 0-3         | Empoli-Modena    | 1-1           | 22 feb.       |
| 5 ott.      | 1-3         | Inter-Milan      | 2-3           | 21 feb.       |
| 5 ott.      | 2-1         | Juventus-Bologna | 1-0           | 22 feb.       |
| 5 ott.      | 1-0         | Lazio-Chievo     | 0-0           | 22 feb.       |
| 5 ott.      | 1-4         | Lecce-Brescia    | 2-1           | 22 feb.       |
| 5 ott.      | 1-0         | Parma-Sampdoria  | 2-1           | 21 feb.       |
| 5 ott.      | 0-0         | Perugia-Reggina  | 2-1           | 22 feb.       |
| 5 ott.      | 0-0         | Siena-Roma       | 0-6           | 22 feb.       |

| andata (6ª) | andata (6ª) | 6ª giornata      | ritorno (23ª) | ritorno (23ª) |
|             |             |                  |               |               |
| 18 ott.     | 2-3         | Ancona-Juventus  | 0-3           | 29 feb.       |
| 19 ott.     | 2-2         | Bologna-Perugia  | 2-4           | 29 feb.       |
| 18 ott.     | 2-2         | Brescia-Inter    | 3-1           | 29 feb.       |
| 19 ott.     | 1-1         | Chievo-Sampdoria | 0-1           | 29 feb.       |
| 19 ott.     | 1-0         | Milan-Lazio      | 1-0           | 29 feb.       |
| 19 ott.     | 2-0         | Modena-Lecce     | 0-1           | 29 feb.       |
| 19 ott.     | 2-1         | Reggina-Siena    | 0-0           | 28 feb.       |
| 19 ott.     | 2-0         | Roma-Parma       | 4-1           | 29 feb.       |
| 19 ott.     | 2-0         | Udinese-Empoli   | 0-2           | 28 feb.       |

| andata (7ª) | andata (7ª) | 7ª giornata      | ritorno (24ª) | ritorno (24ª) |
|             |             |                  |               |               |
| 25 ott.     | 0-1         | Empoli-Chievo    | 0-0           | 7 mar.        |
| 26 ott.     | 0-0         | Inter-Roma       | 1-4           | 7 mar.        |
| 26 ott.     | 2-0         | Juventus-Brescia | 3-2           | 6 mar.        |
| 26 ott.     | 2-1         | Lazio-Bologna    | 1-2           | 25 mar.       |
| 26 ott.     | 3-0         | Parma-Modena     | 2-2           | 6 mar.        |
| 26 ott.     | 3-3         | Perugia-Udinese  | 1-1           | 7 mar.        |
| 26 ott.     | 0-0         | Reggina-Ancona   | 1-1           | 7 mar.        |
| 26 ott.     | 0-3         | Sampdoria-Milan  | 1-3           | 7 mar.        |
| 25 ott.     | 2-1         | Siena-Lecce      | 0-0           | 7 mar.        |

| andata (8ª) | andata (8ª) | 8ª giornata       | ritorno (25ª) | ritorno (25ª) |
|             |             |                   |               |               |
| 2 nov.      | 0-0         | Ancona-Siena      | 2-3           | 14 mar.       |
| 2 nov.      | 0-1         | Bologna-Sampdoria | 2-3           | 13 mar.       |
| 2 nov.      | 2-3         | Brescia-Parma     | 2-2           | 14 mar.       |
| 2 nov.      | 0-2         | Chievo-Inter      | 0-0           | 14 mar.       |
| 2 nov.      | 2-1         | Lecce-Empoli      | 0-0           | 13 mar.       |
| 1° nov.     | 1-1         | Milan-Juventus    | 3-1           | 14 mar.       |
| 2 nov.      | 1-0         | Modena-Perugia    | 1-1           | 14 mar.       |
| 2 nov.      | 2-0         | Roma-Reggina      | 0-0           | 14 mar.       |
| 1° nov.     | 1-2         | Udinese-Lazio     | 2-2           | 14 mar.       |

| andata (7ª) | andata (7ª) | 7ª giornata      | ritorno (24ª) | ritorno (24ª) |
|             |             |                  |               |               |
| 25 ott.     | 0-1         | Empoli-Chievo    | 0-0           | 7 mar.        |
| 26 ott.     | 0-0         | Inter-Roma       | 1-4           | 7 mar.        |
| 26 ott.     | 2-0         | Juventus-Brescia | 3-2           | 6 mar.        |
| 26 ott.     | 2-1         | Lazio-Bologna    | 1-2           | 25 mar.       |
| 26 ott.     | 3-0         | Parma-Modena     | 2-2           | 6 mar.        |
| 26 ott.     | 3-3         | Perugia-Udinese  | 1-1           | 7 mar.        |
| 26 ott.     | 0-0         | Reggina-Ancona   | 1-1           | 7 mar.        |
| 26 ott.     | 0-3         | Sampdoria-Milan  | 1-3           | 7 mar.        |
| 25 ott.     | 2-1         | Siena-Lecce      | 0-0           | 7 mar.        |

| andata (8ª) | andata (8ª) | 8ª giornata       | ritorno (25ª) | ritorno (25ª) |
|             |             |                   |               |               |
| 2 nov.      | 0-0         | Ancona-Siena      | 2-3           | 14 mar.       |
| 2 nov.      | 0-1         | Bologna-Sampdoria | 2-3           | 13 mar.       |
| 2 nov.      | 2-3         | Brescia-Parma     | 2-2           | 14 mar.       |
| 2 nov.      | 0-2         | Chievo-Inter      | 0-0           | 14 mar.       |
| 2 nov.      | 2-1         | Lecce-Empoli      | 0-0           | 13 mar.       |
| 1° nov.     | 1-1         | Milan-Juventus    | 3-1           | 14 mar.       |
| 2 nov.      | 1-0         | Modena-Perugia    | 1-1           | 14 mar.       |
| 2 nov.      | 2-0         | Roma-Reggina      | 0-0           | 14 mar.       |
| 1° nov.     | 1-2         | Udinese-Lazio     | 2-2           | 14 mar.       |

| andata (9ª) | andata (9ª) | 9ª giornata      | ritorno (26ª) | ritorno (26ª) |
|             |             |                  |               |               |
| 8 nov.      | 0-0         | Brescia-Bologna  | 0-3           | 21 mar.       |
| 9 nov.      | 3-0         | Inter-Ancona     | 2-0           | 21 mar.       |
| 9 nov.      | 4-1         | Juventus-Udinese | 0-0           | 20 mar.       |
| 9 nov.      | 0-0         | Parma-Milan      | 1-3           | 20 mar.       |
| 9 nov.      | 2-2         | Perugia-Lecce    | 2-1           | 21 mar.       |
| 9 nov.      | 1-1         | Reggina-Modena   | 2-1           | 21 mar.       |
| 9 nov.      | 2-0         | Roma-Lazio       | 1-1           | 21 apr.       |
| 8 nov.      | 2-0         | Sampdoria-Empoli | 1-1           | 21 mar.       |
| 9 nov.      | 1-2         | Siena-Chievo     | 1-1           | 21 mar.       |

| andata (10ª) | andata (10ª) | 10ª giornata    | ritorno (27ª) | ritorno (27ª) |
|              |              |                 |               |               |
| 23 nov.      | 1-1          | Ancona-Brescia  | 2-5           | 28 mar.       |
| 23 nov.      | 0-4          | Bologna-Roma    | 2-1           | 28 mar.       |
| 23 nov.      | 0-2          | Chievo-Milan    | 2-2           | 28 mar.       |
| 23 nov.      | 1-0          | Empoli-Parma    | 0-4           | 28 mar.       |
| 22 nov.      | 6-0          | Inter-Reggina   | 2-0           | 28 mar.       |
| 23 nov.      | 3-1          | Lazio-Perugia   | 2-1           | 28 mar.       |
| 23 nov.      | 0-0          | Lecce-Sampdoria | 2-2           | 28 mar.       |
| 22 nov.      | 0-2          | Modena-Juventus | 1-3           | 28 mar.       |
| 23 nov.      | 1-1          | Udinese-Siena   | 0-1           | 28 mar.       |

| andata (9ª) | andata (9ª) | 9ª giornata      | ritorno (26ª) | ritorno (26ª) |
|             |             |                  |               |               |
| 8 nov.      | 0-0         | Brescia-Bologna  | 0-3           | 21 mar.       |
| 9 nov.      | 3-0         | Inter-Ancona     | 2-0           | 21 mar.       |
| 9 nov.      | 4-1         | Juventus-Udinese | 0-0           | 20 mar.       |
| 9 nov.      | 0-0         | Parma-Milan      | 1-3           | 20 mar.       |
| 9 nov.      | 2-2         | Perugia-Lecce    | 2-1           | 21 mar.       |
| 9 nov.      | 1-1         | Reggina-Modena   | 2-1           | 21 mar.       |
| 9 nov.      | 2-0         | Roma-Lazio       | 1-1           | 21 apr.       |
| 8 nov.      | 2-0         | Sampdoria-Empoli | 1-1           | 21 mar.       |
| 9 nov.      | 1-2         | Siena-Chievo     | 1-1           | 21 mar.       |

| andata (10ª) | andata (10ª) | 10ª giornata    | ritorno (27ª) | ritorno (27ª) |
|              |              |                 |               |               |
| 23 nov.      | 1-1          | Ancona-Brescia  | 2-5           | 28 mar.       |
| 23 nov.      | 0-4          | Bologna-Roma    | 2-1           | 28 mar.       |
| 23 nov.      | 0-2          | Chievo-Milan    | 2-2           | 28 mar.       |
| 23 nov.      | 1-0          | Empoli-Parma    | 0-4           | 28 mar.       |
| 22 nov.      | 6-0          | Inter-Reggina   | 2-0           | 28 mar.       |
| 23 nov.      | 3-1          | Lazio-Perugia   | 2-1           | 28 mar.       |
| 23 nov.      | 0-0          | Lecce-Sampdoria | 2-2           | 28 mar.       |
| 22 nov.      | 0-2          | Modena-Juventus | 1-3           | 28 mar.       |
| 23 nov.      | 1-1          | Udinese-Siena   | 0-1           | 28 mar.       |

| andata (11ª) | andata (11ª) | 11ª giornata     | ritorno (28ª) | ritorno (28ª) |
|              |              |                  |               |               |
| 30 nov.      | 1-2          | Brescia-Udinese  | 3-4           | 4 apr.        |
| 29 nov.      | 1-3          | Juventus-Inter   | 2-3           | 4 apr.        |
| 30 nov.      | 2-0          | Milan-Modena     | 1-1           | 4 apr.        |
| 30 nov.      | 3-1          | Parma-Chievo     | 2-0           | 4 apr.        |
| 30 nov.      | 1-1          | Perugia-Empoli   | 0-1           | 4 apr.        |
| 30 nov.      | 0-0          | Reggina-Bologna  | 2-2           | 4 apr.        |
| 30 nov.      | 3-1          | Roma-Lecce       | 3-0           | 4 apr.        |
| 30 nov.      | 2-0          | Sampdoria-Ancona | 1-0           | 4 apr.        |
| 29 nov.      | 3-0          | Siena-Lazio      | 2-5           | 4 apr.        |

| andata (12ª) | andata (12ª) | 12ª giornata    | ritorno (29ª) | ritorno (29ª) |
|              |              |                 |               |               |
| 7 dic.       | 3-2          | Bologna-Ancona  | 2-3           | 10 apr.       |
| 7 dic.       | 0-3          | Chievo-Roma     | 1-3           | 10 apr.       |
| 6 dic.       | 0-1          | Empoli-Milan    | 0-1           | 10 apr.       |
| 7 dic.       | 2-1          | Inter-Perugia   | 3-2           | 11 apr.       |
| 6 dic.       | 2-0          | Lazio-Juventus  | 0-1           | 10 apr.       |
| 7 dic.       | 1-2          | Lecce-Parma     | 1-3           | 10 apr.       |
| 7 dic.       | 1-1          | Modena-Brescia  | 0-0           | 10 apr.       |
| 7 dic.       | 2-1          | Sampdoria-Siena | 0-0           | 10 apr.       |
| 7 dic.       | 1-0          | Udinese-Reggina | 1-0           | 10 apr.       |

| andata (11ª) | andata (11ª) | 11ª giornata     | ritorno (28ª) | ritorno (28ª) |
|              |              |                  |               |               |
| 30 nov.      | 1-2          | Brescia-Udinese  | 3-4           | 4 apr.        |
| 29 nov.      | 1-3          | Juventus-Inter   | 2-3           | 4 apr.        |
| 30 nov.      | 2-0          | Milan-Modena     | 1-1           | 4 apr.        |
| 30 nov.      | 3-1          | Parma-Chievo     | 2-0           | 4 apr.        |
| 30 nov.      | 1-1          | Perugia-Empoli   | 0-1           | 4 apr.        |
| 30 nov.      | 0-0          | Reggina-Bologna  | 2-2           | 4 apr.        |
| 30 nov.      | 3-1          | Roma-Lecce       | 3-0           | 4 apr.        |
| 30 nov.      | 2-0          | Sampdoria-Ancona | 1-0           | 4 apr.        |
| 29 nov.      | 3-0          | Siena-Lazio      | 2-5           | 4 apr.        |

| andata (12ª) | andata (12ª) | 12ª giornata    | ritorno (29ª) | ritorno (29ª) |
|              |              |                 |               |               |
| 7 dic.       | 3-2          | Bologna-Ancona  | 2-3           | 10 apr.       |
| 7 dic.       | 0-3          | Chievo-Roma     | 1-3           | 10 apr.       |
| 6 dic.       | 0-1          | Empoli-Milan    | 0-1           | 10 apr.       |
| 7 dic.       | 2-1          | Inter-Perugia   | 3-2           | 11 apr.       |
| 6 dic.       | 2-0          | Lazio-Juventus  | 0-1           | 10 apr.       |
| 7 dic.       | 1-2          | Lecce-Parma     | 1-3           | 10 apr.       |
| 7 dic.       | 1-1          | Modena-Brescia  | 0-0           | 10 apr.       |
| 7 dic.       | 2-1          | Sampdoria-Siena | 0-0           | 10 apr.       |
| 7 dic.       | 1-0          | Udinese-Reggina | 1-0           | 10 apr.       |

| andata (13ª) | andata (13ª) | 13ª giornata      | ritorno (30ª) | ritorno (30ª) |
|              |              |                   |               |               |
| 14 dic.      | 0-1          | Ancona-Lazio      | 2-4           | 18 apr.       |
| 14 dic.      | 0-2          | Bologna-Inter     | 2-4           | 18 apr.       |
| 14 dic.      | 2-0          | Brescia-Empoli    | 1-1           | 18 apr.       |
| 14 dic.      | 4-0          | Juventus-Parma    | 2-2           | 18 apr.       |
| 29 gen.      | 2-1          | Milan-Siena       | 2-1           | 17 apr.       |
| 13 dic.      | 3-3          | Perugia-Sampdoria | 2-3           | 18 apr.       |
| 14 dic.      | 0-0          | Reggina-Chievo    | 0-0           | 18 apr.       |
| 14 dic.      | 1-0          | Roma-Modena       | 1-0           | 18 apr.       |
| 13 dic.      | 1-0          | Udinese-Lecce     | 1-2           | 17 apr.       |

| andata (14ª) | andata (14ª) | 14ª giornata     | ritorno (31ª) | ritorno (31ª) |
|              |              |                  |               |               |
| 21 dic.      | 1-0          | Chievo-Ancona    | 2-0           | 25 apr.       |
| 20 dic.      | 0-2          | Empoli-Roma      | 0-3           | 25 apr.       |
| 21 dic.      | 2-1          | Lazio-Inter      | 0-0           | 25 apr.       |
| 21 dic.      | 1-1          | Lecce-Juventus   | 4-3           | 25 apr.       |
| 21 dic.      | 1-2          | Milan-Udinese    | 0-0           | 25 apr.       |
| 20 dic.      | 1-2          | Parma-Reggina    | 1-1           | 25 apr.       |
| 21 dic.      | 2-2          | Perugia-Brescia  | 1-1           | 25 apr.       |
| 21 dic.      | 1-1          | Sampdoria-Modena | 0-1           | 25 apr.       |
| 21 dic.      | 0-0          | Siena-Bologna    | 1-3           | 25 apr.       |

| andata (13ª) | andata (13ª) | 13ª giornata      | ritorno (30ª) | ritorno (30ª) |
|              |              |                   |               |               |
| 14 dic.      | 0-1          | Ancona-Lazio      | 2-4           | 18 apr.       |
| 14 dic.      | 0-2          | Bologna-Inter     | 2-4           | 18 apr.       |
| 14 dic.      | 2-0          | Brescia-Empoli    | 1-1           | 18 apr.       |
| 14 dic.      | 4-0          | Juventus-Parma    | 2-2           | 18 apr.       |
| 29 gen.      | 2-1          | Milan-Siena       | 2-1           | 17 apr.       |
| 13 dic.      | 3-3          | Perugia-Sampdoria | 2-3           | 18 apr.       |
| 14 dic.      | 0-0          | Reggina-Chievo    | 0-0           | 18 apr.       |
| 14 dic.      | 1-0          | Roma-Modena       | 1-0           | 18 apr.       |
| 13 dic.      | 1-0          | Udinese-Lecce     | 1-2           | 17 apr.       |

| andata (14ª) | andata (14ª) | 14ª giornata     | ritorno (31ª) | ritorno (31ª) |
|              |              |                  |               |               |
| 21 dic.      | 1-0          | Chievo-Ancona    | 2-0           | 25 apr.       |
| 20 dic.      | 0-2          | Empoli-Roma      | 0-3           | 25 apr.       |
| 21 dic.      | 2-1          | Lazio-Inter      | 0-0           | 25 apr.       |
| 21 dic.      | 1-1          | Lecce-Juventus   | 4-3           | 25 apr.       |
| 21 dic.      | 1-2          | Milan-Udinese    | 0-0           | 25 apr.       |
| 20 dic.      | 1-2          | Parma-Reggina    | 1-1           | 25 apr.       |
| 21 dic.      | 2-2          | Perugia-Brescia  | 1-1           | 25 apr.       |
| 21 dic.      | 1-1          | Sampdoria-Modena | 0-1           | 25 apr.       |
| 21 dic.      | 0-0          | Siena-Bologna    | 1-3           | 25 apr.       |

| andata (15ª) | andata (15ª) | 15ª giornata      | ritorno (32ª) | ritorno (32ª) |
|              |              |                   |               |               |
| 6 gen.       | 0-2          | Ancona-Parma      | 1-3           | 2 mag.        |
| 6 gen.       | 2-1          | Bologna-Empoli    | 0-2           | 2 mag.        |
| 6 gen.       | 4-2          | Brescia-Siena     | 1-0           | 2 mag.        |
| 6 gen.       | 3-1          | Inter-Lecce       | 1-2           | 2 mag.        |
| 6 gen.       | 1-0          | Juventus-Perugia  | 0-1           | 2 mag.        |
| 6 gen.       | 0-3          | Modena-Chievo     | 0-2           | 2 mag.        |
| 6 gen.       | 2-1          | Reggina-Lazio     | 1-1           | 2 mag.        |
| 6 gen.       | 1-2          | Roma-Milan        | 0-1           | 2 mag.        |
| 6 gen.       | 0-1          | Udinese-Sampdoria | 3-1           | 2 mag.        |

| andata (16ª) | andata (16ª) | 16ª giornata       | ritorno (33ª) | ritorno (33ª) |
|              |              |                    |               |               |
| 10 gen.      | 0-0          | Chievo-Udinese     | 1-1           | 9 mag.        |
| 11 gen.      | 2-0          | Empoli-Ancona      | 1-2           | 9 mag.        |
| 11 gen.      | 0-1          | Lazio-Brescia      | 1-2           | 9 mag.        |
| 11 gen.      | 1-2          | Lecce-Bologna      | 1-1           | 9 mag.        |
| 11 gen.      | 3-1          | Milan-Reggina      | 1-2           | 9 mag.        |
| 10 gen.      | 1-0          | Parma-Inter        | 0-1           | 9 mag.        |
| 11 gen.      | 0-1          | Perugia-Roma       | 3-1           | 9 mag.        |
| 11 gen.      | 1-2          | Sampdoria-Juventus | 0-2           | 9 mag.        |
| 11 gen.      | 4-0          | Siena-Modena       | 3-1           | 9 mag.        |

| andata (15ª) | andata (15ª) | 15ª giornata      | ritorno (32ª) | ritorno (32ª) |
|              |              |                   |               |               |
| 6 gen.       | 0-2          | Ancona-Parma      | 1-3           | 2 mag.        |
| 6 gen.       | 2-1          | Bologna-Empoli    | 0-2           | 2 mag.        |
| 6 gen.       | 4-2          | Brescia-Siena     | 1-0           | 2 mag.        |
| 6 gen.       | 3-1          | Inter-Lecce       | 1-2           | 2 mag.        |
| 6 gen.       | 1-0          | Juventus-Perugia  | 0-1           | 2 mag.        |
| 6 gen.       | 0-3          | Modena-Chievo     | 0-2           | 2 mag.        |
| 6 gen.       | 2-1          | Reggina-Lazio     | 1-1           | 2 mag.        |
| 6 gen.       | 1-2          | Roma-Milan        | 0-1           | 2 mag.        |
| 6 gen.       | 0-1          | Udinese-Sampdoria | 3-1           | 2 mag.        |

| andata (16ª) | andata (16ª) | 16ª giornata       | ritorno (33ª) | ritorno (33ª) |
|              |              |                    |               |               |
| 10 gen.      | 0-0          | Chievo-Udinese     | 1-1           | 9 mag.        |
| 11 gen.      | 2-0          | Empoli-Ancona      | 1-2           | 9 mag.        |
| 11 gen.      | 0-1          | Lazio-Brescia      | 1-2           | 9 mag.        |
| 11 gen.      | 1-2          | Lecce-Bologna      | 1-1           | 9 mag.        |
| 11 gen.      | 3-1          | Milan-Reggina      | 1-2           | 9 mag.        |
| 10 gen.      | 1-0          | Parma-Inter        | 0-1           | 9 mag.        |
| 11 gen.      | 0-1          | Perugia-Roma       | 3-1           | 9 mag.        |
| 11 gen.      | 1-2          | Sampdoria-Juventus | 0-2           | 9 mag.        |
| 11 gen.      | 4-0          | Siena-Modena       | 3-1           | 9 mag.        |

| \| andata (17ª) \| andata (17ª) \| 17ª giornata \| ritorno (34ª) \| ritorno (34ª) \| \| \| \| \| \| \| \| 18 gen. \| 0-0 \| Ancona-Perugia \| 0-1 \| 16 mag. \| \| 18 gen. \| 3-1 \| Bologna-Chievo \| 1-2 \| 16 mag. \| \| 18 gen. \| 0-1 \| Brescia-Milan \| 2-4 \| 16 mag. \| \| 18 gen. \| 0-1 \| Inter-Empoli \| 3-2 \| 16 mag. \| \| 18 gen. \| 4-2 \| Juventus-Siena \| 3-1 \| 16 mag. \| \| 17 gen. \| 1-1 \| Modena-Lazio \| 1-2 \| 16 mag. \| \| 18 gen. \| 1-3 \| Reggina-Lecce \| 1-2 \| 16 mag. \| \| 18 gen. \| 3-1 \| Roma-Sampdoria \| 0-0 \| 16 mag. \| \| 17 gen. \| 1-1 \| Udinese-Parma \| 3-4 \| 16 mag. \| |              |                |               |               |
| andata (17ª) | andata (17ª) | 17ª giornata   | ritorno (34ª) | ritorno (34ª) |
| |              |                |               |               |
| 18 gen. | 0-0          | Ancona-Perugia | 0-1           | 16 mag.       |
| 18 gen. | 3-1          | Bologna-Chievo | 1-2           | 16 mag.       |
| 18 gen. | 0-1          | Brescia-Milan  | 2-4           | 16 mag.       |
| 18 gen. | 0-1          | Inter-Empoli   | 3-2           | 16 mag.       |
| 18 gen. | 4-2          | Juventus-Siena | 3-1           | 16 mag.       |
| 17 gen. | 1-1          | Modena-Lazio   | 1-2           | 16 mag.       |
| 18 gen. | 1-3          | Reggina-Lecce  | 1-2           | 16 mag.       |
| 18 gen. | 3-1          | Roma-Sampdoria | 0-0           | 16 mag.       |
| 17 gen. | 1-1          | Udinese-Parma  | 3-4           | 16 mag.       |

| andata (17ª) | andata (17ª) | 17ª giornata   | ritorno (34ª) | ritorno (34ª) |
|              |              |                |               |               |
| 18 gen.      | 0-0          | Ancona-Perugia | 0-1           | 16 mag.       |
| 18 gen.      | 3-1          | Bologna-Chievo | 1-2           | 16 mag.       |
| 18 gen.      | 0-1          | Brescia-Milan  | 2-4           | 16 mag.       |
| 18 gen.      | 0-1          | Inter-Empoli   | 3-2           | 16 mag.       |
| 18 gen.      | 4-2          | Juventus-Siena | 3-1           | 16 mag.       |
| 17 gen.      | 1-1          | Modena-Lazio   | 1-2           | 16 mag.       |
| 18 gen.      | 1-3          | Reggina-Lecce  | 1-2           | 16 mag.       |
| 18 gen.      | 3-1          | Roma-Sampdoria | 0-0           | 16 mag.       |
| 17 gen.      | 1-1          | Udinese-Parma  | 3-4           | 16 mag.       |

## Qualificazioni

### Sfida salvezza/promozione
|            | Risultati |            | Luogo e data            |
| ---------- | --------- | ---------- | ----------------------- |
| Perugia    | 0-1       | Fiorentina | Perugia, 16 giugno 2004 |
| Fiorentina | 1-1       | Perugia    | Firenze, 20 giugno 2004 |
|            |           |            |                         |

## Statistiche

### Squadre

#### Capoliste solitarie
|    | —— | —— | —— | —— | —— | —— | —— | ——  | ——  | ——  | ——  | ——  | ——  | ——  | ——  | ——  | ——    | ——    | ——    | ——    | ——    | ——    | ——    | ——    | ——    | ——    | ——    | ——    | ——    | ——    | ——    | ——    | ——    | —— |  |
|    |    |    |    |    |    |    |    | Juv |     |     |     |     | Rom |     |     |     | Milan | Milan | Milan | Milan | Milan | Milan | Milan | Milan | Milan | Milan | Milan | Milan | Milan | Milan | Milan | Milan | Milan |    |  |
|    |    |    |    |    |    |    |    |     |     |     |     |     |     |     |     |     |       |       |       |       |       |       |       |       |       |       |       |       |       |       |       |       |       |    |  |
|    |    |    |    |    |    |    |    |     |     |     |     |     |     |     |     |     |       |       |       |       |       |       |       |       |       |       |       |       |       |       |       |       |       |    |  |
| 1ª | 2ª | 3ª | 4ª | 5ª | 6ª | 7ª | 8ª | 9ª  | 10ª | 11ª | 12ª | 13ª | 14ª | 15ª | 16ª | 17ª | 18ª   | 19ª   | 20ª   | 21ª   | 22ª   | 23ª   | 24ª   | 25ª   | 26ª   | 27ª   | 28ª   | 29ª   | 30ª   | 31ª   | 32ª   | 33ª   | 34ª   |    |  |

#### Primati stagionali
- Maggior numero di partite vinte: 25 (Milan)
- Minor numero di partite perse: 2 (Milan)
- Massimo dei pareggi: 16 (Reggina)
- Minor numero di partite vinte: 2 (Ancona)
- Maggior numero di partite perse: 25 (Ancona)
- Minimo dei pareggi: 6 (Juventus)
- Miglior attacco: 68 (Roma)
- Miglior difesa: 19 (Roma)
- Miglior differenza reti: +49 (Roma)
- Peggior attacco: 21 (Ancona)
- Peggior difesa: 70 (Ancona)
- Peggior differenza reti: −49 (Ancona)
- Partita con più reti segnate: Brescia-Reggina 4-4 (8)
- Partita con maggior scarto di reti: Inter-Reggina 6-0, Roma-Siena 6-0 (6)

### Individuali
Da segnalare la quadripletta messa a segno da Alberto Gilardino in Parma-Udinese 4-3 della 34ª giornata.

#### Classifica dei marcatori
| Gol | Rigori |  | Giocatore         | Squadra             |
| --- | ------ |  | ----------------- | ------------------- |
| 24  | 1      |  | Andrij Ševčenko   | Milan               |
| 23  | 4      |  | Alberto Gilardino | Parma               |
| 20  | 6      |  | Francesco Totti   | Roma                |
| 19  | 4      |  | Ernesto Chevantón | Lecce               |
| 17  | 2      |  | Adriano           | Parma (8) Inter (9) |
| 16  | 1      |  | David Trezeguet   | Juventus            |
| 14  |        |  | Antonio Cassano   | Roma                |
| 13  |        |  | Fabio Bazzani     | Sampdoria           |
| 13  | 2      |  | Christian Vieri   | Inter               |
| 12  |        |  | Roberto Baggio    | Brescia             |
| 12  |        |  | Andrea Caracciolo | Brescia             |
| 12  |        |  | Dino Fava Passaro | Udinese             |
| 12  | 1      |  | Jon Dahl Tomasson | Milan               |
| 11  |        |  | Vincenzo Iaquinta | Udinese             |
| 11  |        |  | Tommaso Rocchi    | Empoli              |
| 11  | 1      |  | Marco Di Vaio     | Juventus            |
| 11  | 1      |  | Francesco Flachi  | Sampdoria           |

#### Media spettatori
Media spettatori della Serie A 2003-04: 25.675
| Club      | Pos. | Media  | Max.   | Totale    | Abbonamenti |
| --------- | ---- | ------ | ------ | --------- | ----------- |
| Milan     | 1    | 63.245 | 78.334 | 1.075.162 | 49.146      |
| Inter     | 2    | 58.352 | 75.831 | 991.982   | 45.953      |
| Lazio     | 3    | 49.341 | 60.929 | 838.800   | 41.547      |
| Roma      | 4    | 45.634 | 73.383 | 775.784   | 36.915      |
| Juventus  | 5    | 34.365 | 53.883 | 584.207   | 28.672      |
| Sampdoria | 6    | 26.224 | 35.557 | 445.802   | 20.206      |
| Bologna   | 7    | 23.062 | 33.782 | 392.057   | 16.274      |
| Reggina   | 8    | 20.523 | 24.082 | 348.883   | 18.510      |
| Udinese   | 9    | 17.642 | 29.819 | 299.918   | 14.530      |
| Lecce     | 10   | 16.409 | 31.967 | 278.957   | 7.289       |
| Parma     | 11   | 15.904 | 23.663 | 270.372   | 10.439      |
| Modena    | 12   | 15.480 | 18.748 | 263.166   | 12.837      |
| Chievo    | 13   | 14.868 | 34.624 | 252.763   | 8.472       |
| Brescia   | 14   | 13.807 | 20.878 | 234.724   | 8.350       |
| Ancona    | 15   | 13.235 | 23.306 | 224.997   | 9.117       |
| Siena     | 16   | 11.142 | 13.310 | 189.408   | 7.903       |
| Perugia   | 17   | 11.047 | 18.796 | 187.794   | 5.829       |
| Empoli    | 18   | 7.340  | 16.186 | 124.788   | 3.277       |